# سید مهدی سیدعلی
سید مهدی سیدعلی (زادهٔ ۲۶ تیر ۱۳۵۷) داور لیگ برتر فوتبال ایران و اهل شهرری است.
او از سال ۱۳۷۴ و پس از دریافت مدرک درجه ۳ داوری فوتبال، فعالیت حرفه‌ای خود را آغاز کرد. سیدعلی در حوزه تحصیلات آکادمیک پس از اخذ مدرک کارشناسی در رشته مدیریت صنعتی، در مقاطع کارشناسی ارشد و دکترا در رشته مدیریت ورزشی ( گرایش مدیریت استراتژیک در سازمانها و رویداد های ورزشی ) تحصیل و فارغ التحصیل شد و اکنون به‌عنوان مدرس دانشگاه و کارمند شهرداری تهران فعالیت می‌کند. این داور با سابقه در مجموع ۲۴۹ مسابقه را در  ۲۱ دوره حضور در لیگ برتر فوتبال باشگاههای کشور ( از لیگ دوم تا پایان لیگ بیست و دوم ) به عنوان داور وسط قضاوت کرده است . وی تقریبا تمام مسابقات مهم فوتبال کشور از جمله فینال جام حذفی باشگاه‌های کشور در فصل ۹۶–۱۳۹۵ بین تیمهای نفت تهران و تراکتور سازی تبریز که با نتیجه یک بر صفر به نفع تیم نفت تهران خاتمه یافت، همچنین قضاوت دربی شماره ۷۰ اصفهان بین تیمهای سپاهان و ذوب آهن و دربی شماره ۹۸ تهران بین تیمهای پرسپولیس و استقلال را بعنوان داور وسط قضاوت نموده است . 
این داور با تجربه سر انجام در تاریخ ۲۶ تیر ماه سال ۱۴۰۲ همزمان با چهل و پنجمین سال تولدش از قضاوت در چمن سبز فوتبال بازنشسته شد.
سیدعلی علاوه بر سوابق فوق، از خرداد ماه سال 1403 با حکم سیدمیرشاد ماجدی ( رئیس هیئت فوتبال استان تهران ) بعنوان یکی از اعضاء کمیته داوران هیئت فوتبال پایتخت کشور منصوب شد.